# 辛斯

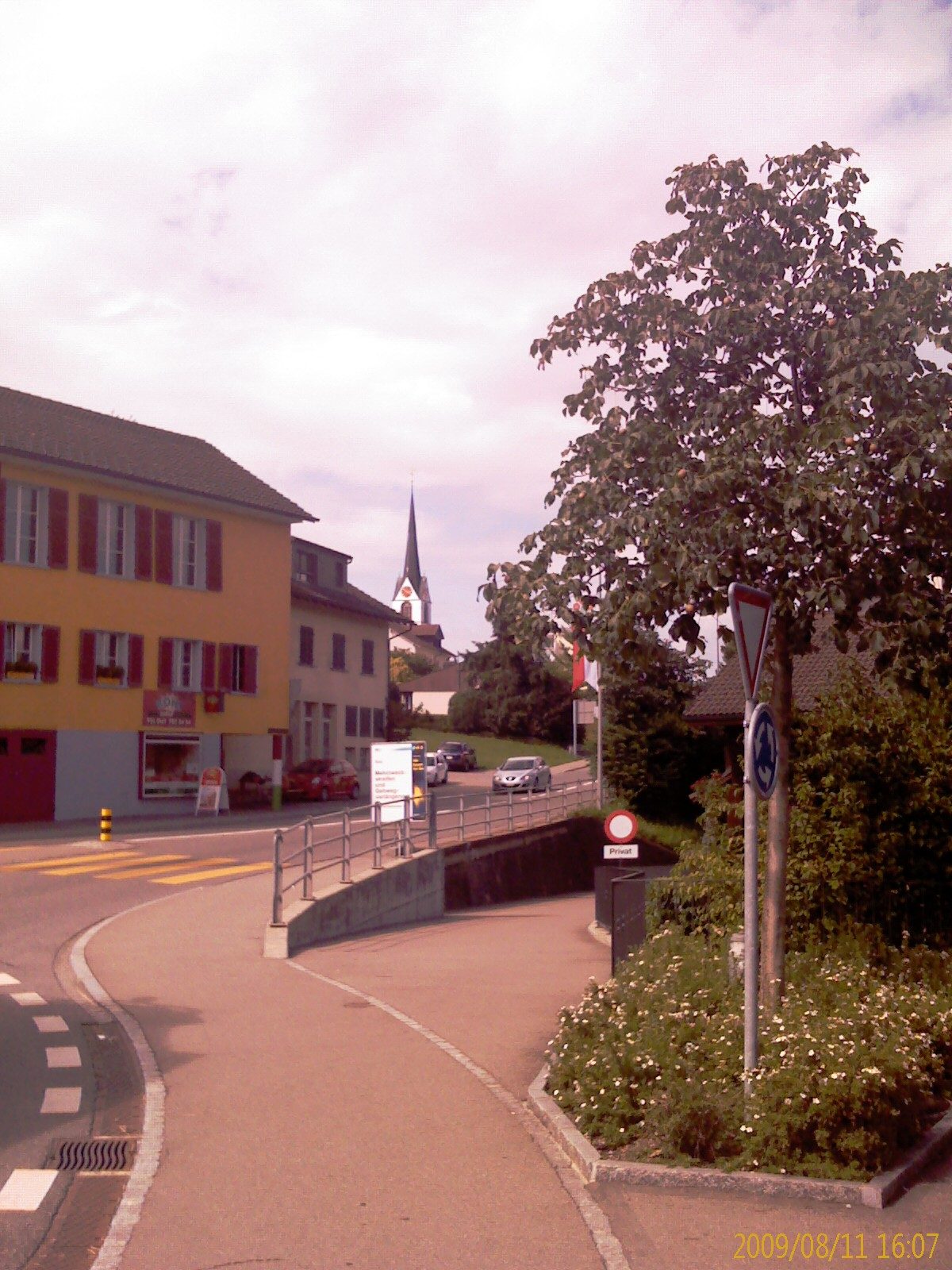

辛斯是瑞士的城鎮，位於該國北部，由阿爾高州負責管轄，面積20.3平方公里，海拔高度410米，2012年人口4,175，七成人口信奉羅馬天主教，人口密度每平方公里206人。